# تفنگ وینچستر
اسلحه وینچستر اصطلاحی جامع برای مجموعه‌ای از تفنگ‌های تکراری با اهرم، تولیدشده توسط شرکت اسلحه‌سازی وینچستر می‌باشد. اسلحه‌های وینچستر که از اسلحه هنری (انگلیسی: Henry rifle) در سال ۱۸۶۰ ساخته شد، جزء اولین تولیدکننده‌های این حوزه بود. مدل سال ۱۸۷۳ از این اسلحه با عنوان "اسلحه‌ای که برنده غرب شد" به بازار عرضه شد.

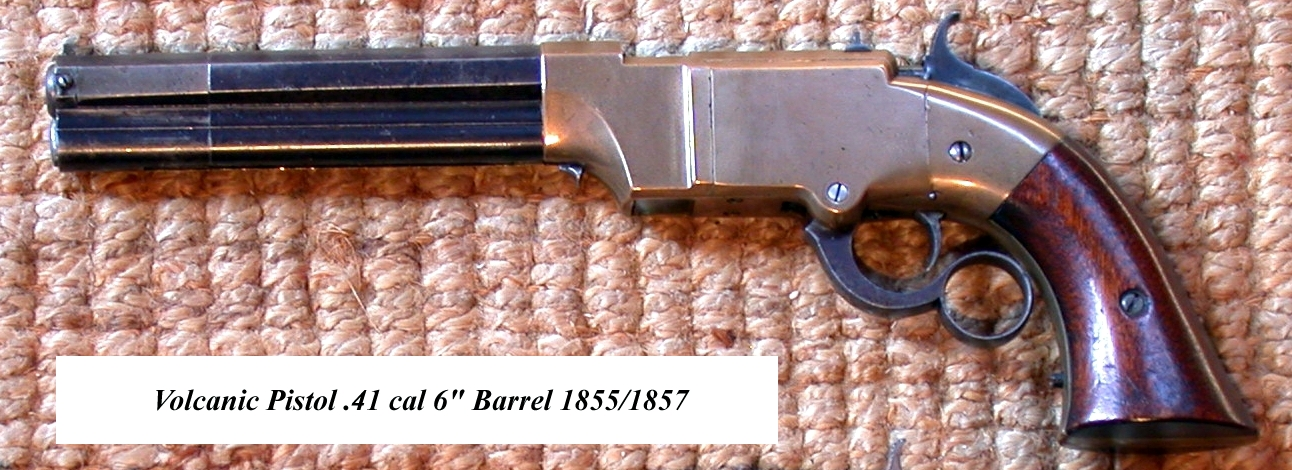
تپانچه آتشفشانی.

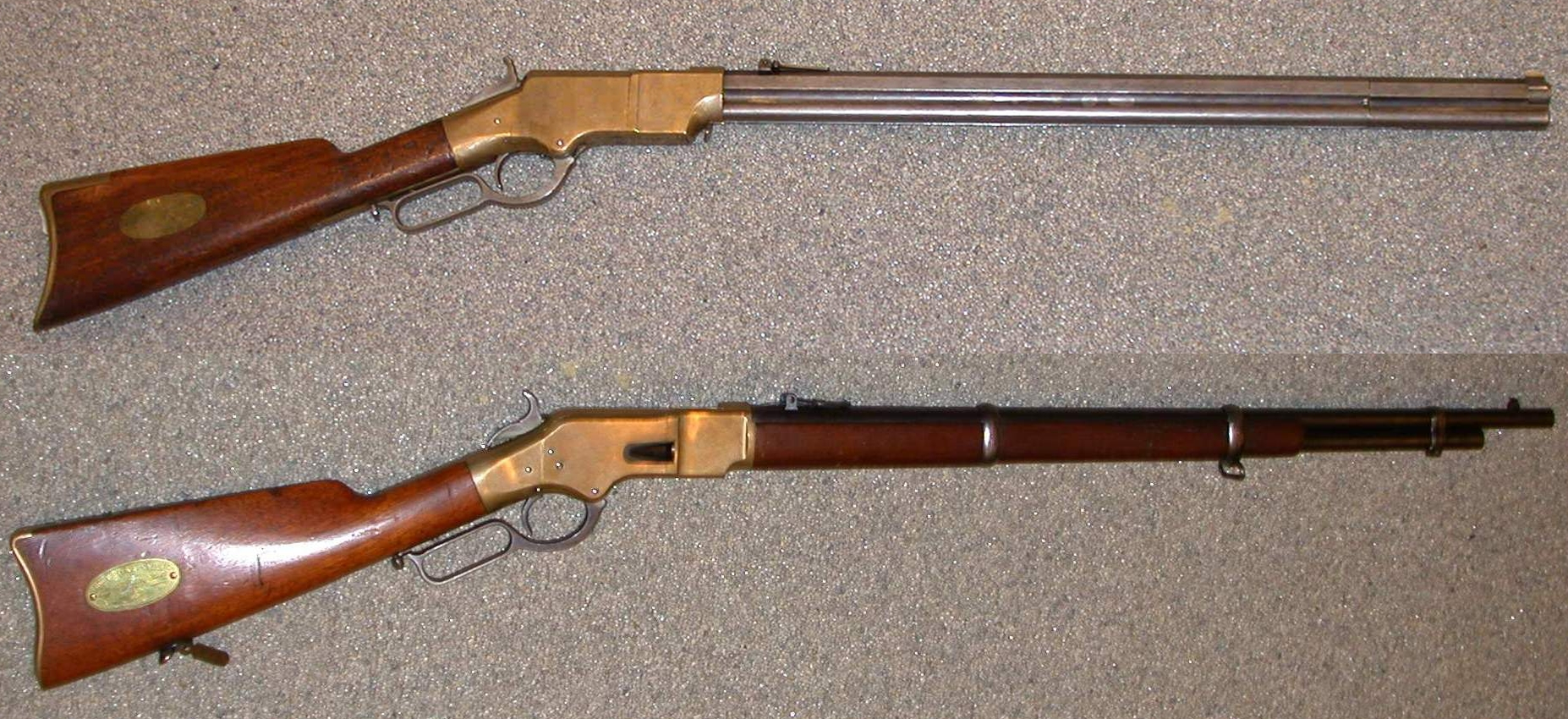
۱۸۶۰ هنری و ۱۸۶۶ وینچستر ماسکت.

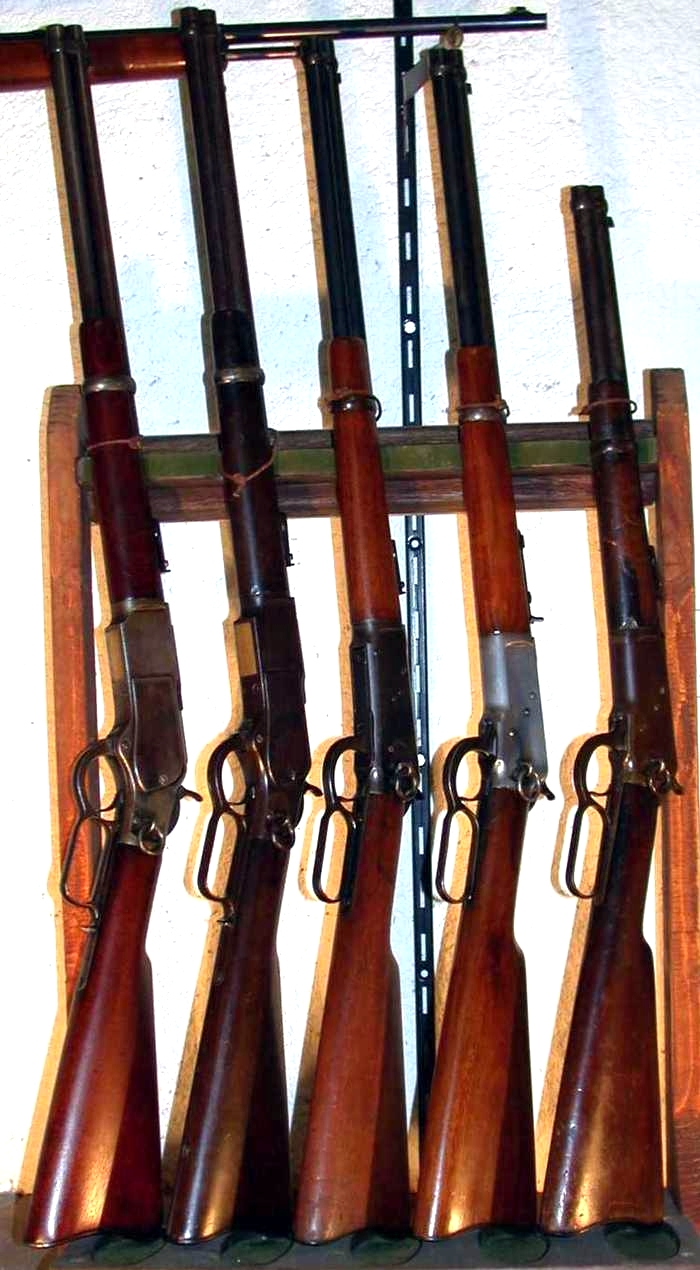
دو کارباین چپ و راست دو عدد 1873/1894/92 / Trapper ۹۲.

در سال ۱۸۴۸، والتر هانت اختراع "مسلسل خودکار" که شامل یک خشاب لوله‌ای است را ثبت کرد. تفنگ هانت آنچه را او " توپ موشک " نامید، شلیک کرد، یک نوع اولیه مهمات بی‌سیم بود که در آن بار پودر در پایگاه توخالی گلوله قرار داشت. طراحی هانت شکننده و غیرقابل اجرا بود، اما در سال ۱۸۴۹ لوئیس جنینگز حق ثبت اختراعات هانت را خریداری کرد و نسخه ای را تولید کرد، اگرچه هنوز هم پیچیده‌است، که تا سال ۱۸۵۲ توسط رابینز و لارنس از ویندزور، ورمونت به تعداد کمی تولید شد.
هوراس اسمیت و دانیل وسون از نورویچ، کانکتیکات، اختراع ثبت جنینگز را از رابینز و لارنس، و همچنین پیشکسوت فروشگاه بنجامین تایلر هنری انجام دادند. اسمیت در طراحی جنیینگز پیشرفتهای زیادی ایجاد کرد و در سال ۱۸۵۵ اسمیت و وسون به همراه چند سرمایه‌گذار شرکتی به نام شرکت آتشفشان‌های تکرار شونده آتشفشان تشکیل دادند تا اصلاحات اسمیت از هانت-جنینگز، تپانچه و تفنگ اهرم آتشفشانی را انجام دهند. بزرگ‌ترین سهامدار آن الیور وینچستر بود.
برای اسلحه آتشفشانی، اسمیت یک بار پرایمر را به «توپ موشک» هانت اضافه کرد و بدین ترتیب یکی از اولین کارتریج‌های فلزی ثابت را ایجاد کرد که شامل یک گلوله، آغازگر و پودر در یک واحد خود مختار بود. در حالی که هنوز هم با شرکت اسمیت یک قدم جلوتر رفت و یک مورد استوانه ای مس را برای نگه داشتن گلوله و پودر با آستر در حاشیه کیس به آن اضافه کرد، بنابراین یکی از مهم‌ترین اختراعات در تاریخ سلاح گرم، کارتریج تفنگ خفیف فلزی را ایجاد کرد. کارتریج اسمیت، کوتاه .۲۲ کوتاه، در سال ۱۸۵۷ با نشان برجسته اسمیت و وسن نسخه ۱ معرفی می‌شود و امروز نیز تولید می‌شود.
اسلحه آتشفشانی تنها موفقیت محدودی داشت که بخشی از آن به طراحی و عملکرد ضعیف کارتریج آتشفشانی ناشی از هانت ناشی می‌شود: یک توپ مخروطی توخالی پر از پودر سیاه و مهر و موم شده توسط یک آغازگر چوب پنبه. اگرچه طراحی تکرار کننده آتشفشانی از فناوری رقیب بسیار فراتر است، اما قدرت و قابلیت اطمینان رضایت بخش «توپ موشکی» با کالیبر .۲۵ و .۳۲ و کالیبرهای بزرگتر رقبا مطابقت چندانی نداشت. وسون بلافاصله پس از تشکیل، آتشفشان را ترک کرده بود و اسمیت هشت ماه بعد نیز دنبال کرد تا شرکت اسمیت اند وسون را ایجاد کند. آتشفشان در سال ۱۸۵۶ به نیو هاون نقل مکان کرد، اما تا پایان آن سال ورشکسته شد. الیور وینچستر دارایی شرکت ورشکسته را از سهامداران باقیمانده خریداری کرد و آن را به عنوان شرکت اسلحه سازی نیوهیون در آوریل ۱۸۵۷ سازماندهی مجدد کرد.
بنیامین هنری به کار خود با مفهوم کارتریج اسمیت ادامه داد و کارتریج هنری بسیار بزرگتر و قدرتمندتر را در سال ۴۴ کامل کرد. هنری همچنین بر طراحی مجدد اسلحه برای استفاده از مهمات جدید نظارت داشت، و فقط فرم کلی مکانیسم برشک و مجله لوله را حفظ کرد. این اسلحه هنری در سال ۱۸۶۰، که توسط شرکت اسلحه سازی نیوهیون ساخته شده بود، ساخته شد و در تعداد زیادی از واحدهای ارتش اتحادیه در جنگ داخلی آمریکا مورد استفاده قرار گرفت. متفقین، هنری را "آن اسلحه یانکی لعنت کردند که یکشنبه بار می‌کنند و تمام هفته شلیک می‌کنند!"
پس از جنگ، الیور وینچستر به شرکت اسلحه سازی نیوهیون به شرکت شرکت اسلحه‌سازی وینچستر تغییر نام داد. این شرکت طراحی اولیه تفنگ هنری را اصلاح و بهبود بخشید و اولین تفنگ وینچستر را ایجاد کرد: مدل ۱۸۶۶. این کارتریج .۴۴ هنری را حفظ کرد، به همین ترتیب بر روی یک قاب آلیاژ برنز ساخته شد، و دارای یک مجله بهبود یافته و ساعد چوبی بود. در سال ۱۸۷۳ وینچستر مدل فولاد قاب ۱۸۷۳ را معرفی کرد که کارتریج محکم تر ۰٫۴۴–۴۰ را در محفظه وسط قرار دارد. در سال ۱۸۷۶، در تلاش برای رقابت با تفنگ‌های قدرتمند تک تیر زمانه، وینچستر مدل ۱۸۷۶ (مدل صد ساله) را بیرون آورد. در حالی که این کارتریجهای قدرتمندتر را نسبت به مدلهای ۱۸۶۶ و ۱۸۷۳ تشکیل می‌داد، عملکرد پیوند جابجایی برای دورهای پرقدرت محبوب مورد استفاده در تفنگهای تک شارپ یا رمینگتون به اندازه کافی قوی نبود.
از سال ۱۸۸۳، جان موسی براونینگ با همکاری وینچستر همکاری داشت و یک سری اسلحه و اسلحه را طراحی کرد که مهم‌ترین آنها اهرم اکشن وینچستر مدل ۱۸۸۶، مدل ۱۸۹۲، مدل ۱۸۹۴ و مدل ۱۸۹۵ اسلحه به همراه اهرم اکشن مدل ۱۸۸۷ / اسلحه ۱۹۰۱، تفنگ پمپ عمل مدل ۱۸۹۰ و تفنگ تفنگ پمپ مدل ۱۸۹۳/۱۸۹۷.

## تفنگ‌های تکراری اهرمی وینچستر

### مدل ۱۸۶۶

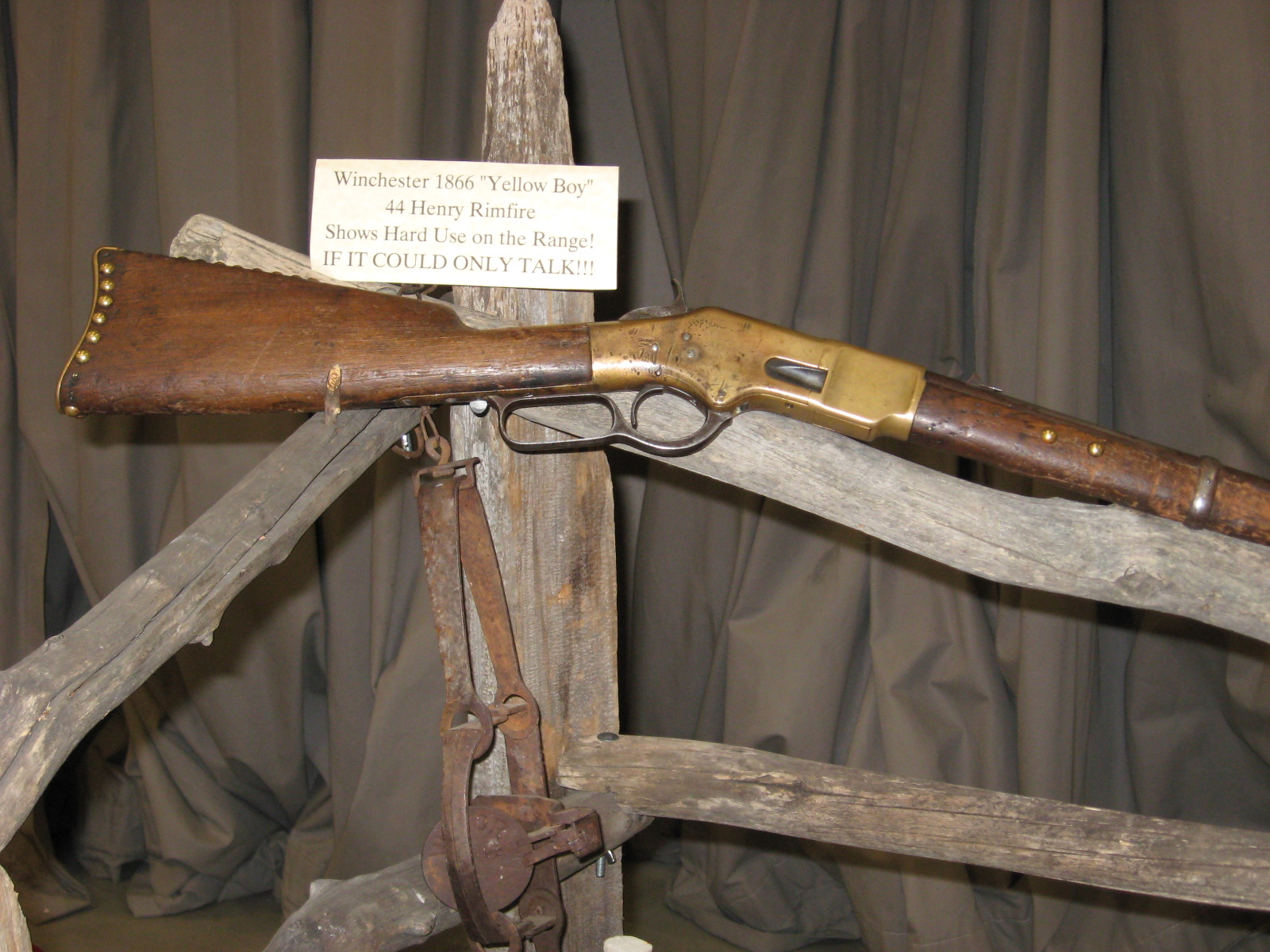
M1866

اولین تفنگ وینچستر - مدل وینچستر ۱۸۶۶ - در اصل برای تفنگ خفیف ۰٫۴۴ هنری جداره شد. این لقب به دلیل داشتن گیرنده آلیاژ برنز / برنجی به نام gunmetal به «پسر زرد» معروف شد، به دلیل ساختاری ناهموار و مکانیزم اهرم «تفنگ تکراری» که به کاربر اجازه می‌داد قبل از بارگیری مجدد، تعدادی شلیک کند، مشهور بود. حق ثبت اختراع نلسون کینگ، با ایجاد یک دروازه بارگیری در کنار قاب و ادغام یک مجله مهر و موم شده گرد، که بخشی از آن توسط یک جنگل پوشانده شده بود، نقص‌های اصلاح شده در تفنگ هنری را اصلاح کرد.
فرانسه ۶۰۰۰ تفنگ مدل ۱۸۶۶ را به همراه ۴٫۵ میلیون کارتریج ۰٫۴۴ هنری در جنگ فرانسه و پروسی خریداری کرد. امپراتوری عثمانی در سالهای ۱۸۷۰ و ۱۸۷۱ ۴۵۰۰۰ تفنگ مدل ۱۸۶۶ و ۵۰۰۰ کارابین خریداری کرد. این اسلحه‌ها در جنگ روس و ترکیه در سال ۱۸۷۷ مورد استفاده قرار گرفت و باعث غافلگیری بسیاری شد که تعداد بیشماری از ترکها در محاصره پلانا باعث کشته شدن چندین برابر تلفات بیشتر از حریفان مسلح با اسلحه‌های تک تیر Krnka و تفنگ بردان شد. مدل ۱۸۶۶ روسها را وادار کرد که پس از جنگ اسلحه جدیدی به نام «موسین-ناگانت» بسازند.
ارتش سوئیس در ابتدا مدل ۱۸۶۶ را برای جایگزینی اسلحه‌های تک شلیفی Milbank-Amsler موجود خود انتخاب کرد. با این وجود، فشارهای سیاسی برای اتخاذ یک طراحی داخلی منجر به ایجاد مدل Vetterli 1867 شد، یک طراحی اکشن پیچ و مهره با استفاده از یک نسخه از مجله توبولار وینچستر، به جای آن به تصویب رسید.
به دلیل تقاضای عمومی، مدل ۱۸۶۶ تا سال ۱۸۹۹ همچنان تولید و فروخته شد، عمدتاً به دلیل ارزان بودن قیمت آنها نسبت به مدلهای بعدی وسایل نقلیه وسط بعدی. مدل‌های بعدی برای کارتریج ۰٫۴۴–۴۰ وینچستر تشکیل شدند.

### مدل ۱۸۷۳

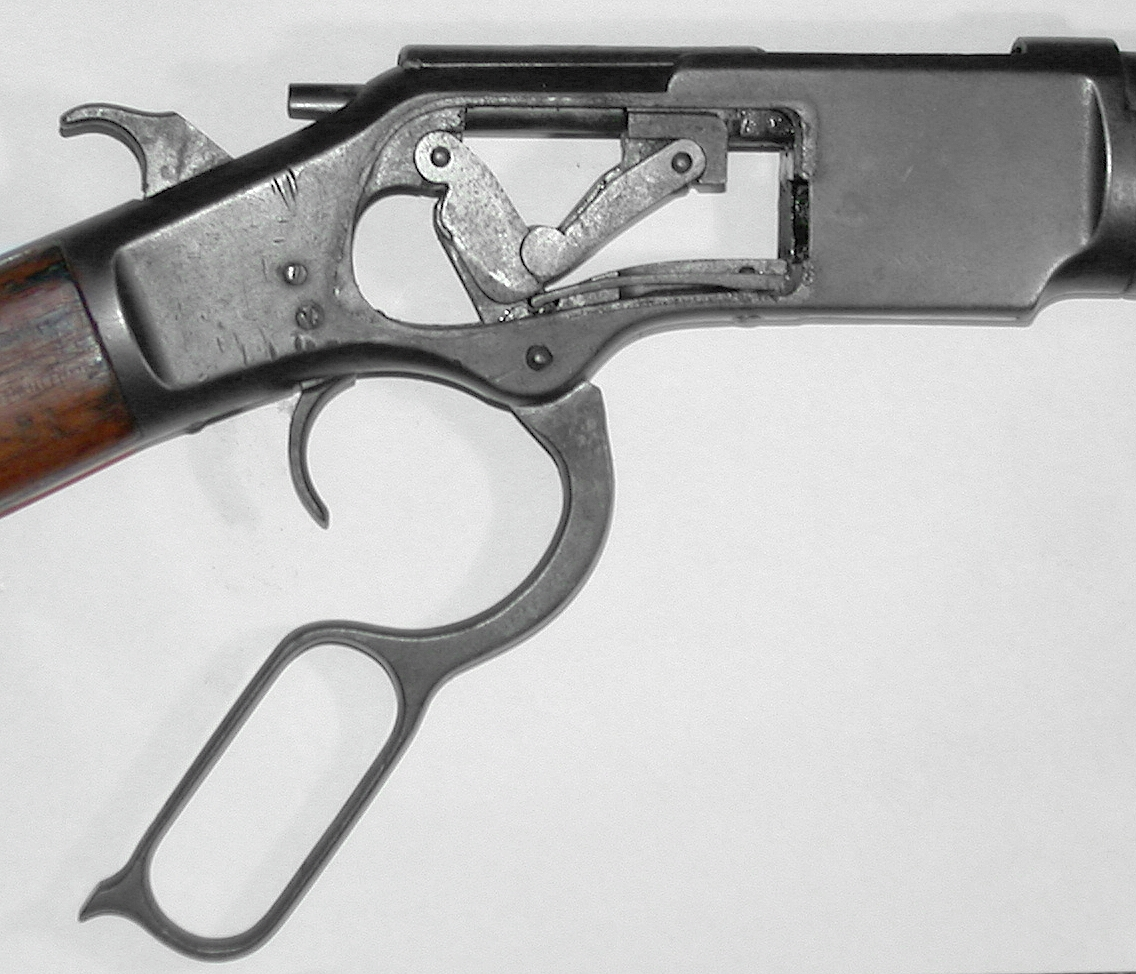
وینچستر ۷۳ عمل جابجایی-لینک

مدل ۱۸۷۳ یکی از موفق‌ترین تفنگ‌های وینچستر در روزگار خود بود که وینچستر آن را با عنوان «اسلحه ای که برنده غرب شد» بازاریابی کرد. هنوز نمادی در روزگار مدرن است، بین سالهای ۱۸۷۳ و ۱۹۲۳ ساخته شد. در ابتدا برای کارتریج ۰٫۴۴–۴۰، که اولین کارتریج ضد آتش‌سوزی سانتریفوژ بود و به‌طور گسترده‌ای محبوب شد، تدارک دیده شد. سال ۱۸۷۳ بعداً در سالهای ۳۸–۴۰ و .۳۲–۲۰ تولید شد که همه بعداً به کارتریج‌های اسلحه مشهور روز تبدیل شدند و به کاربران امکان می‌دهند فقط یک نوع مهمات حمل کنند. مدل ۱۸۷۳ در سه نوع تولید شده‌است: یک تفنگ ۲۴ اینچی بشکه، یک بشکه ۲۰ اینچی بشکه و یک «مشک» که هدف از آن قراردادهای نظامی بود و تنها کمتر از ۵٪ از تولید را تشکیل می‌داد. (Musket اصطلاحی بود که در آن زمان، یک سهام تمام طول نظامی را نشان می‌داد، تا با یک مشک واقعی صاف نباشید). نسخه استاندارد تفنگ در قرن نوزدهم محبوب‌ترین بود، اگرچه وینچستر اسلحه‌ها را برای سفارش در هر پیکربندی مورد نظر مشتری، از جمله بشکه‌های طولانی‌تر یا کارابین‌های کودک با بشکه‌های کوتاه ۱۲ اینچ، بشکه‌های هشت ضلعی شکل، مورد رنگی تهیه می‌کرد. گیرنده‌ها و حکاکی‌های فانتزی.
مدل اصلی ۱۸۷۳ هیچ وقت در گردان نظامی ۰۴۵ کارتریج کولت ارائه نشده‌است، اما تعدادی از تولیدات مدرن برای دور انجام می‌شوند.
وینچستر برای جشن گرفتن و تقویت اعتبار ۱۸۷۳ مدل ۱۸۷۳، درجه یک آرزو «یکی از یک هزار» را در سال ۱۸۷۵ تأسیس کرد. بشکه‌هایی که در حین شلیک آزمایشی گروه‌های کوچکی غیرمعمول تولید می‌کردند به تفنگ‌هایی با محرک‌های مجموعه و یک پایان ویژه نصب شدند. آنها «یکی از یک هزار» نام گذاری شده‌اند و با قیمت ۱۰۰ دلار گران‌قیمت (۲٬۷۰۰ فروش می‌رسند).  یک بازیگر محبوب غربی در سال ۱۹۵۰ با جیمی استوارت، وینچستر '۷۳، بر اساس اسلحه آرزو شده بود. تبلیغات شامل جستجوی اسلحه‌های «یکی از یک هزار» توسط یونیورسال استودیوز، با تبلیغات در مجلات ورزشی و پوستر در فروشگاه‌های کالاهای ورزشی بود.
درجه دوم بشکه‌های مدل ۱۸۷۳ که بالاتر از حد متوسط تولید شده بود به اسلحه‌هایی با عنوان «یکی از یک صد» مجهز شده بودند و به قیمت ۲۰ دلار در لیست فروخته می‌شدند. تقریباً ۱۳۶ مدل «یکی از یک هزار» مدل ۱۸۷۳ فروخته شد و فقط هشت مورد «یکی از یک صد».
در کل، بیش از ۷۲۰٬۰۰۰ مدل ۱۸۷۳ تا سال ۱۹۲۳ تولید شد. با بازگشت به محبوبیت به دلیل بازی Cowboy Action Shooting، اسلحه‌های '۷۳ و کاربینی با کیفیت بالا توسط Uberti در ایتالیا ساخته شده‌است و این امر باعث تشویق بازگشت به تولید تحت مجوز از شرکت Olin در سال ۲۰۱۳ و پیوستن به مدل ۱۸۹۲ و مدل ۱۸۹۴ توسط شرکت Miroku برای شرکت اسلحه‌سازی برونینگ در ژاپن تولید می‌شود. ده شات جدید مدل ۱۸۷۳ فقط با یک بشکه گرد ۲۰ اینچ که در ۰٫۳۵۷ مگنوم / ۰٫۳۸ ویژه تشکیل شده‌است قابل دسترسی است.  تقریباً در طراحی به اصلی وفادار است، از جمله ایمنی برای قطع اتصال ماشه، قفل گرد و غبار و یک دکمه به شکل هلالی، دو پیشرفت ایمنی را شامل می‌شود: یک بلوک شلیک مانع از پیشروی آن می‌شود مگر اینکه ماشه کشیده شود، و اصلاح حامل کارتریج برای بیرون کشیدن وسایل استفاده شده به دور از تیرانداز.
در سال ۲۰۱۴، یک مدل فرسوده و رنگ و رو رفته مدل ۱۸۷۳ که بر روی یک درخت در پارک ملی گشت بزرگ تکیه داده شده بود پیدا شد و به عنوان وینچستر فراموش شده شناخته شد و به دلیل رمز و راز در مورد اینکه چه کسی آنجا را ترک کرده و چرا آنها هرگز به خاطر آن بازنگشته اند، مورد توجه رسانه‌ها قرار گرفت.

## پی‌نوشت
1. ↑  Smith's cartridge was derived largely from the Flobert BB Cap, but the Flobert design contained no powder. The cylindrical case was in all likelihood inspired by another French design, the Lefaucheux pinfire cartridge.

## ویرایش
1. 1 2 3  Taylor, Jim. "A Short History of the Levergun". Paco Kelly's Leverguns.
2. ↑  "1860 Henry". Fort Smith National Historic Site. National Park Service. April 10, 2015. Retrieved April 17, 2016.
3. ↑  Federal Reserve Bank of Minneapolis Community Development Project. "Consumer Price Index (estimate) 1800–". Federal Reserve Bank of Minneapolis. Retrieved January 2, 2019.
4. ↑  French, Brett (July 7, 2015). "Mysterious rifle arrives at Cody Firearms Museum for TLC". The Billings Gazette (به انگلیسی). Retrieved October 8, 2017.
5. ↑  French, Brett (July 7, 2015). "Mysterious rifle arrives at Cody Firearms Museum for TLC". The Billings Gazette (به انگلیسی). Retrieved 2017-10-08.